# Stacey Sutton
Stacey Sutton é uma personagem do filme 007 Na Mira dos Assassinos, da série cinematográfica do espião britânico James Bond, último filme com Roger Moore no papel do agente 007.

## Características
Loira de olhos azuis, Stacey é a neta e herdeira de um magnata do petróleo da Califórnia, que trabalha como geóloga na prefeitura de San Francisco. Após a morte de seu avô, Max Zorin comprou a companhia e lhe deu um cheque de US$5 milhões por suas ações, que ela nunca descontou e a levou a lutar judicialmente contra Zorin. Sua luta na Justiça contra ele fez com que fosse obrigada a vender seus pertences, morando na fazenda herdada do avô numa casa sem móveis.

## No filme
Ela aparece pela primeira vez num luxuoso leilão de cavalos de raça que Zorin faz em sua mansão em Paris e onde também se encontra James Bond, disfarçado de rico negociante de cavalos,  que passa a suspeitar de que alguma fraude ou crime está sendo cometido, ao ver os dois reunidos discutindo e ele tentando entregar-lhe um cheque de alto valor, após o qual ele se apresenta a ela, mas são interrompidos por May Day e Sutton afastada de 007 sem nem saber seu nome.
Mais tarde os dois se encontram em San Francisco, na divisão de Petróleo e Minas do estado da Califórnia, e Bond a segue até sua casa nos subúrbios da cidade, perto da falha de San Andreas. Lá ela o confronta com uma espingarda cheia de sal grosso achando que Bond é mais um dos fantoches de Zorin, até ser convencida de que ele é um amigo, ao ajudá-la a enfrentar capangas  enviados contra ela, para presioná-la a entrar num acordo financeiro com o vilão. Investigando os negócios e atividades de Zorin em documentos na prefeitura, Bond e Sutton ficam presos num elevador parado dentro do prédio que está sendo incendiado a mando do vilão. Bond os salva e escapam também de um capitão de polícia por suspeita de assassinato, numa trama de Max Zorin para incriminá-los, num carro de bombeiros pelas ruas da cidade, causando toda sorte de colisões no caminho.
Depois os dois se infiltram na mina de Zorin, onde ele supervisiona as operações para inundar de água a falha de San Andreas, pela explosão de toneladas de explosivos na mina que fica numa área crítica da falha - de maneira a alagar todo o Vale do Silício e assumir o monopólio mundial de fabricação de microchips, que é o seu objetivo criminoso final. Os dois são descobertos e mais uma vez se veem perseguidos por May Day e outros capangas - escapando novamente - que acabam traídos por Zorin, que explode as bombas antes do tempo, inundando a mina com todos dentro.
No fim do filme, Stacey ajuda Bond a liquidar Zorin e seus asseclas sobre a ponte Golden Gate e na cena final são vistos juntos tomando banho na mansão de Sutton através de uma câmera acoplada num carrinho-robô de controle remoto operado por Q para descobrir, de um trailer próximo onde estão os agentes do MI-6, qual era a situação dentro da casa.